# Патријарх српски Иринеј
Патријарх српски Иринеј (световно име Мирослав Гавриловић; Видова, код Чачка, 28. август 1930 — Београд, 20. новембар 2020) био је 45. врховни поглавар Српске православне цркве.
Након завршене Призренске богословије и Богословског факултета у Београду, замонашио се 1959. године. Обављао је дужност ректора Призренске богословије и управника монашке школе при манастиру Острог. Од маја 1974. године је био викарни епископ моравички и викар патријарха српског Германа. Од 1975. године је био епископ нишки.
На челу Српске православне цркве се налазио од 22. јануара 2010. године до смрти 20. новембра 2020. године.
Његово пуно име и титула гласили су: Његова Светост Архиепископ пећки, митрополит београдско-карловачки и патријарх српски господин Иринеј.

## Биографија

### Младост и образовање
Рођен је 28. августа 1930. године у селу Видова код Чачка, као син Здравка Гавриловића и Милијане. Приликом крштења је добио име Мирослав. Његов отац Здравко – који се бавио музиком као хармоникаш – трагично је настрадао 1936. године. Његова мајка Милијана замонашила се 1970. године и узела монашко име Нина. Била је монахиња Манастира Јовање.
Завршио је основну школу у родном селу, потом гимназију у Чачку, Призренску богословију 1951. године, а затим Богословски факултет у Београду. По завршеним студијама је отишао на одслужење војног рока.

### Монаштво
Замонашио га је патријарх српски Герман у манастиру Раковица, који га је рукоположио у чин јерођакона (24. октобра 1959. године). У чин јеромонаха је рукоположен три дана касније на празник Свете Петке 27. октобра 1959. у Богородичиној цркви Ружици у Београдској тврђави.
Од 1959. до 1968. године је био професор Призренске богословије. Завршио је постдипломске студије у Атини, где је отишао школске 1962/63. године. После тога је постављен за управника Монашке школе у манастиру Острогу. Поново је био професор и ректор богословије у Призрену 1971—1974. године.

### Епископ нишки
Маја 1974. изабран је за викарног епископа моравичког, викара патријарха Германа.
За епископа нишког изабран је на заседању Светог архијерејског сабора, који је заседао од 21. до 28. маја 1975. године. На трон епархије нишке устоличен је у Саборној цркви у Нишу 15. јуна 1975. године.
Између 2003. и 2005, као и током 2009. и 2010. године је био члан Светог архијерејског синода Српске православне цркве.

### Патријарх српски
Након смрти патријарха Павла 15. новембра 2009. године, као могући нови поглавари Српске православне цркве су се помињали митрополит црногорско-приморски Амфилохије, епископ бачки Иринеј и епископ нишки Иринеј. Њих тројица су се нашла у најужем избору када је 22. јануара 2010. године Изборни сабор Српске православне цркве одлучивао о избору новог патријарха. Њихова имена су стављена у три запечаћене коверте, а оне у Свето писмо. Пошто је призван Свети дух, једну коверту је извукао архимандрит Гаврило, игуман манастира Лепавина, а Иринејево име као новог патријарха је прочитао епископ шабачки Лаврентије.
Административно устоличење новог патријарха је одржано 23. јануара у Саборној цркви у Београду.
На дан 3. октобар 2010. године, устоличен је и у манастиру Пећкој патријаршији.
Патријарх Иринеј је живео у згради Патријаршије, а 2012. почело је реновирање резиденције на Дедињу.
Током пута у Аустралију 2016. године, парохијани Цркве Светог Георгија из Сент Олбанса у Викторији сакупили су 10.000 долара за црквену кухињу у Београду и најмлађе на Косову и Метохији. Свечаности на којој је новац сакупљен присуствовао је и Патријарх Иринеј, који је свечано дочекан 1. марта 2016. године на аеродрому у Мелбурну. У октобру 2016. посетио је Лондон где је у Катедрали Светог Павла одржао беседу. У новембру 2016. посетио је Кипарску православну цркву.
У јануару 2020. године свечано је прославио 60 година монашког, 45 година епископског и 10 година патријаршког стажа. Том приликом је представљен филм о њему.
Патријарх Иринеј је фебруара 2020. године председавао вандредним црквеним сабором у Клирвотеру на Флориди на коме је сачувано црквено јединство епархија Српске православне цркве у Америци.

### Епархија канадска
Након извесних потреса, патријарх Иринеј именован је уместо смењеног епископа канадског Георгија за администратора Епархије канадске, 29. априла 2015. године. Остао је на тој привременој функцији све до одабира дотадашњег епископа источноамеричког Митрофана, 25. маја 2016. године.

### Друге верске заједнице

#### Римокатоличка заједница
Као једно од кључних питања у односима са Римокатоличком црквом, постављала се могућност да папа посети Србију. Патријарх Иринеј је заступао став да у томе не види ништа лоше, али је као предуслов стављао потребу разумевања Ватикана за противљење Српске православне цркве у процесу канонизације надбискупа Алојзија Степинца, који је током Другог светског рата подржавао Независну Државу Хрватску. У сарадњи са папом Фрањом, формирана је Мешовита комисија која је заједнички приступила проучавању историјских извора о улози Степинца. Папа Фрања је 2019. године изјавио да се о овом питању посаветовао са српским патријархом и да не види чему канонизација уколико није могуће јасно утврдити истину, чиме је ово питање практично затворено за одређено време.

#### Јеврејска заједница
Патријарх Иринеј је 2012. године на Кеју жртава рације служио помен жртвама Новосадске рације из јануара 1942. године, када су мађарски окупатори под лед Дунава бацили неколико хиљада српских, јеврејских, ромских и других цивила. На обележавањима овог злочина, били су присутни Исак Асиел, врховни рабин Јеврејске заједнице у Србији и Ефраим Зуроф, директор Центра Симон Визентал из Јерусалима.
У београдској синагоги „Сукат Шалом” је заједно са рабином Асиелом упалио свеће на менори поводом јеврејског празника Ханука.

#### Исламска заједница
Одржавао је врло блиске и личне контакте са представницима Исламске заједнице Србије. Поводом смрти дугогодишњег муфтије београдског и реис-ул-улеме Исламске заједнице Србије Хамдије Јусуфспахића, патријарх Иринеј је рекао:
У лику блаженопочившег муфтије Исламска заједница Србије је изгубила великог и мудрог човека, али је утеха наслеђе које ће, уверени смо, наставити истим путем, а то је пут мира и међуверског разумевања.

### Смрт и сахрана
На корона вирус је тестиран позитивно 4. новембра 2020. године. Преминуо је 20. новембра 2020. године у Војномедицинском центру на Карабурми, услед погоршања здравственог стања изазваног корона вирусом. Убрзо је за мјестобљуститеља (чувара патријаршијског трона) и председавајућег Светим архијерејским синодом одређен митрополит дабробосански Хризостом, као најстарији члан синода.
Министар иностраних послова Руске Федерације Сергеј Лавров је у телеграму саучешћа изјавио да је патријарх Иринеј значајно допринео развоју односа две државе и јачању братских веза две православне цркве и духовног јединства два народа.
Посмртни остаци патријарха Иринеја су из Војномедицинског центра на Карабурми пренети у патријаршијски двор, 20. новембра око 17 часова. Сутрадан, на Аранђеловдан 21. новембра у 08.30 часова, припадници Гарде Војске Србије су пренели ковчег са посмртним остацима патријарха у Саборну цркву, где је помен служио митрополит дабробосански Хризостом уз саслужење епископа шумадијског Јована, крушевачког Давида и нишког Арсенија у присуству епископа ремезијанског Стефана. Потом је служена света заупокојена литургија, којој је присуствовао још митрополит загребачко-љубљански Порфирије. У поподневним часовима је ковчег изнет из цркве и возилима кренуо ка Храму Светог Саве у који су га унели гардисти.
У Храму Светог Саве је 22. новембра 2020. године, служена света заупокојена литургија. Чинодејствовао је председавајући Светим архијерејским синодом митрополит дабробосански Хризостом уз саслужење митрополита волоколамског Илариона из Московске патријаршије, митрополита бориспољског и броварског Антонија из Украјинске православне цркве Московске патријаршије, архиепископа охридског и митрополита скопског Јована, митрополита загребачко-љубљанског Порфирија, епископа шумадијског Јована, крушевачког Давида, нишког Арсенија, бачког Иринеја, врањског Пахомија, рашко-призренског Теодосија, тимочког Илариона, захумско-херцеговачког Димитрија, моравичког Антонија, мохачког Исихија, диоклијског Методија, полошко-кумановског Јоакима, брегалничког Марка, у присуству епископа диселдорфског и немачког Григорија, епископа ремезијанског Стефана и умировљеног захумско-херцеговачког Атанасија. Током литургије је беседио епископ бачки Иринеј:
...на највећа могућа понижења умео да не само сачува мудрост, него да узврати пажњом, добротом и добрим делима управо оним људима који су му наносили неправду, на овај или онај начин. Његова мекоћа је била његова снага, а његова уздржаност је била његова мудрост. Мирна рука патријарха Иринеја је без реторике и помпе чврсто држала кормило наше Цркве. Гледајући да никада не заборави ниједну српску државу и да се никада не одрекне нашег светог Косова и Метохије.
Након литургије је служено опело, а потом су уследиле опроштајне беседе. Први је говорио митрополит дабробосански Хризостом:
Био је бескомпромисни борац очувања части и угледа нашег народа.
Митрополит волоколомски Иларион, предсједник Одсека спољних црквених веза Руске православне цркве, викар је патријарха московског и све Русије и стални члан Светог синода, опростио се од патријарха Иринеја речима:
Бог је Цркви Светога Саве дао мудрог патријарха... (...) Патријарх Иринеј учинио много за очување јединства православља и канонског поретка у цркви православној. (...) Завршетак унутрашњих радова у Храму Светога Саве на Врачару, ући ће у историју као једно од највећих достигнућа његовог патријаршког служења.
Протојереј-ставрофор Петар Лукић, старешина Саборне цркве Светог арханђела Михаила у Београду, говорио је у име свештеника Архиепископије београдско-карловачке, епархије нишке и ученика патријарха Иринеја из Призренске богословије:
Учио нас је да 'бити човек' не значи бити човек само рођењем, већ да томе треба да стремимо свим бићем и делима целог живота.
Српски члан Предсједништва Босне и Херцеговине Милорад Додик је рекао да је патријарх Иринеј волео да дође у Републику Српску и Бањалуку:
Патријарх Иринеј је био човек благих речи и чврстих дела.
На крају је говорио Александар Вучић, председник Републике Србије се присутнима обратио на крају и присетио заједничког рада са патријархом:
Тај живот је имао јасне циљеве: Бога, љубав и Србију. И не мање од тога, целокупан српски народ, ма где да живи. Његов Бог је био Бог разума, онај који прашта, који разуме, који воли. Бог свих нас, онај који не дели, него спаја, онај који нас учи и који нас чува. (...) Патријарх Иринеј благословио је вечно сећање и свакогодишње одржавање заједничког помена Србије и Српске поводом страшног злочина почињеног над крајишким народом, над јуначним Србима Крајишницима. Зато сваке године уз сузе и бескрајну тугу обележавамо страдање нашег народа у Олуји.
По завршеним опроштајним говорима, припадници Гарде Војске Србије су пренели ковчег и положили у крипту Храма Светог Саве.
Патријарховој сахрани су, поред поменутих, присуствовали: председник Народне скупштине Републике Србије Ивица Дачић, председница Владе Републике Србије Ана Брнабић, потпредседник Владе и министар одбране Небојша Стефановић, министар спољних послова Никола Селаковић, министар унутрашњих послова Александар Вулин, начелник Генералштаба Војске Србије генерал Милан Мојсиловић, мандатар за састав нове Владе Црне Горе проф. др Здравко Кривокапић, српски политичари из Црне Горе - Андрија Мандић, Милан Кнежевић, Марко Милачић, заменик градоначелника Београда Горан Весић, Филип и Даница Карађорђевић, адвокат Тома Фила, апостолски нунције у Београду надбискуп Суријани Лучијано, надбискуп београдски Станислав Хочевар, муфтија београдски и војни Мустафа еф. Јусуфспахић, бискуп Словачке евангеличке а.в. цркве у Србији Јарослав Јаворњик...

## Ставови

### Косово и Метохија
Према патријарху Иринеју једини споразум који Српска православна црква прихвата је онај у којем су Косово и Метохија део Србије. То је образложио овим речима: То је апсолутно став Цркве и ту се ништа није променило. А надаље ћемо видети у ком правцу иду преговори између српске и албанске стране и уколико уследи позив, придружићемо се преговорима о Косову. Ако нас неко позове и пружи нам шансу, придружићемо се разговорима о Косову. У супротном, сигурно ћемо пратити како се одвија процес. Ја лично, као и Црква, подржавамо идеју нормализације односа између Албанаца и Срба...јер треба успоставити добар однос између та два народа.

### Хомосексуалност
Иринеј се противио одржавању Београдске параде поноса заказане за октобар 2011. и позвао надлежне органе да се она не одржи. У поруци објављеној на сајту Српске православне цркве поручио је: „Са пуно оправдања ову пошаст назвао бих не парадом поноса, већ парадом срама којом се блати људско достојанство и гази светиња живота и породице.“ Учеснике параде окарактерисао је као „једну групу настраних, који своје мањинске погледе у основи неприродне, желе да наметну другој, огромној већини, која не дели и не прихвата њихово схватање смисла живота и људске слободе.“

### Русија
Патријарх Иринеј је у више наврата био домаћин руским државним делегацијама у посети Србији. Приликом једнодневне посете Београду 23. марта 2011. године, председник Руске Федерације Владимир Путин се састао са патријархом Иринејом, који му је уручио Орден Светог Саве првог степена, раније додељен од Светог архијерејског синода Српске православне цркве.
У Храму Светог Саве у Београду је 20. октобра 2017. године био домаћин министру одбране Руске Федерације генералу Сергеју Шојгуу. Министар Шојгу је тада симболично уградио једну коцкицу мозаика.
Дана 18. јуна 2020. године, патријарх се у патријаршијском двору у Београду састао са министром иностраних послова Руске Федерације Сергејем Лавровом.
Приликом посете цркви Светих апостола Петра и Павла код Јауских врата при Подворју Српске православне цркве у Москви 2. фебруара 2019. године, патријарх Иринеј је изјавио:
„Нама је то немогуће. Удаљавање од Русије, рускога народа, Руске цркве за нас је удаљавање самих од себе, и ми то никада нећемо прихватити, нити ћемо моћи да разумемо такве жеље и таква очекивања.“

### Обнова монархије
Патријарх Иринеј је био пријатељ Александра Карађорђевића и залагао се за обнову монархије у Србији.
У Саборној цркви у Београду је 7. октобра 2017. године венчао Филипа Карађорђевића (средњег сина Александра Карађорђевића) и Даницу Маринковић. У част рођења њиховог сина Стефана, 25. фебруара 2018. године, звонила су звона Храма Светог Саве у Београду.
Патријарх је 25. децембра 2018. године у дворској капели Светог Андреја Првозваног у Дворском комплексу на Дедињу, крстио Стефана Карађорђевића.

## Признања
Добитник је Повеље Удружења књижевника Србије која му је уручена 25. јануара 2012.
Патријарх је 9. октобра 2011. боравио у модричком насељу Вишњик и том приликом служио свету архијерејску литургију и освештао новоизграђени Цркву Покрова Пресвете Богородице. Током свечаности, председник Републике Српске Милорад Додик га је одликовао Орденом Републике Српске на ленти.
Његова Светост је од стране Принца Давита Багратион-Мухранског Батонишвилија од Грузије, 15. децембра 2011, одликован Великом Огрлицом Ордена Орла Грузије и Бешавне Доламе Господа нашега Исуса Христа:
Престолонаследник Александар Карађорђевић је 13. децембра 2013. године, на дан славе Краљевског дома Карађорђевића, одликовао Његову Светост Патријарха Српског господина Иринеја, краљевским орденом Карађорђеве звезде на великом крсту, За заслуге учињене према Краљевском дому, за народно и опште добро.
Почасни је грађанин Земуна.
Дана 11. септембра 2015. годину му је уручен почасни докторат Академије Светог Владимира у Њујорку. 9. октобра 2016. добио је орден Светог владике Николаја који додељује епархија шабачка. Добио је 23. маја 2018. награду Међународног фонда јединства православних народа у Москви.
Априла 2023. подигнут му је споменик у порти Саборне цркве у Нишу.

### Одликовања
- Орден грузијског орла, династија Багратиони (15. децембар 2011)
- Орден Карађорђеве звезде првог реда, доделио престолонаследник Александар Карађорђевић (13. децембар 2013)[45]
- Орден владике Николаја
- Орден Републике Српске на ленти

### Награде
- 2011: Награда Браћа Карић